# سیارک ۱۰۴۵۶
سیارک ۱۰۴۵۶ (به انگلیسی: 10456 Anechka، نامگذاری:1978PS2) ده هزار و چهارصد و پنجاه و ششمین سیارک کشف شده‌است که در ۸ اوت ۱۹۷۸ کشف شد.
قدر مطلق سیارک برابر ۱۴٫۲۰ است.